# Genius Global
 (janvier 2021).
La mise en forme du texte ne suit pas les recommandations de Wikipédia : il faut le « wikifier ».
Les points d'amélioration suivants sont les cas les plus fréquents :
- Les titres sont pré-formatés par le logiciel. Ils ne sont ni en capitales, ni en gras.
- Le texte ne doit pas être écrit en capitales (les noms de famille non plus), ni en gras, ni en italique, ni en « petit »…
- Le gras n'est utilisé que pour surligner le titre de l'article dans l'introduction, une seule fois.
- L'italique est rarement utilisé : mots en langue étrangère, titres d'œuvres, noms de bateaux, etc.
- Les citations ne sont pas en italique mais en corps de texte normal. Elles sont entourées par des guillemets français : « et ».
- Les listes à puces sont à éviter, des paragraphes rédigés étant largement préférés. Les tableaux sont à réserver à la présentation de données structurées (résultats, etc.).
- Les appels de note de bas de page (petits chiffres en exposant, introduits par l'outil «  Source ») sont à placer entre la fin de phrase et le point final[comme ça].
- Les liens internes (vers d'autres articles de Wikipédia) sont à choisir avec parcimonie. Créez des liens vers des articles approfondissant le sujet. Les termes génériques sans rapport avec le sujet sont à éviter, ainsi que les répétitions de liens vers un même terme.
- Les liens externes sont à placer uniquement dans une section « Liens externes », à la fin de l'article. Ces liens sont à choisir avec parcimonie suivant les règles définies. Si un lien sert de source à l'article, son insertion dans le texte est à faire par les notes de bas de page.
- La présentation des références doit suivre les conventions bibliographiques. Il est recommandé d'utiliser les modèles {{Ouvrage}}, {{Chapitre}}, {{Article}}, {{Lien web}} et/ou {{Bibliographie}}. Le mode d'édition visuel peut mettre en forme automatiquement les références.
- Insérer une infobox (cadre d'informations à droite) n'est pas obligatoire pour parachever la mise en page.

Pour une aide détaillée, merci de consulter Aide:Wikification.
Si vous pensez que ces points ont été résolus, vous pouvez retirer ce bandeau et améliorer la mise en forme d'un autre article.
 (janvier 2021).
Genius Global est une association loi de 1901 créée en 2013 avec comme objectif de promouvoir l'entrepreneuriat auprès des jeunes en France. Genius Global est considéré comme la première organisation entrepreneuriale jeune de France.

## Historique
En 2013, des étudiants de l'université Paris-Dauphine et de l'école CentraleSupélec se regroupe pour créer une communauté d'étudiants passionnés par l'entrepreneuriat. Leur objectif : développer une communauté inter-universitaire et multidisciplinaire afin de se rencontrer, partager et apprendre à entreprendre ensemble. Rapidement rejoints par de nombreux étudiants venus de différentes écoles de la région parisienne ils établissent officiellement en 2015 la Fédération Genius Global en association loi de 1901,.
En 2020, la fédération Genius Global représente la première organisation entrepreneuriale de France avec plusieurs milliers de membres présents dans toutes les régions.

## Organisation
Genius Global est une fédération qui rassemble 17 associations Genius implantées localement parmi les meilleurs écoles (Grande école) et universités en France.
École centrale de Lille
École centrale de Lyon
CentraleSupélec
Université Paris-Dauphine
European Business School Paris
École centrale d'électronique
EM Lyon Business School
École nationale de la statistique et de l'administration économique
École nationale supérieure des mines de Nancy
École supérieure du commerce extérieur
École spéciale des travaux publics, du bâtiment et de l'industrie
IÉSEG School of Management
Neoma Business School
École nationale des ponts et chaussées
Strate École de design
Université de technologie de Troyes

## Media
Genius Global produit et distribue des contenus éducatifs sur l'entrepreneuriat via différents media.
Podcasts : 
- Be a Genius,
- Genius Talk
YouTube : 
- Genius Channel

## Évènementiel
Genius Global organise chaque année plusieurs dizaines d'événements locaux et internationaux sur les thématiques de l'innovation et de l'entrepreneuriat.
- Workshop
- Apéro entrepreneur
- Concours de Pitch
- Hackathon
- Startup Weekend
- Startup Week
- Forum de recrutement
- Festival.
Hack The Crisis France, organisé conjointement par Genius Global et Les Étudiants de la Tech (VivaTechnology, France Digitale) en 2020, aura été le plus grand hackathon en ligne jamais organisé en France, l'objectif : trouver des solutions innovantes face à la crise Covid-19,.
Genius Global co-organise également avec le ministère de l'Éducation nationale et Pepite France la Semaine de l'Esprit d'Entreprendre en France.